# СМП Формула-4
SMP F4 чемпионат России (С 2015 по 2018 СМП Формула-4, в 2024 Кубок России SMP F4) — гоночная серия, с 2015 по 2018 годы проходила по категории ФИА Формула-4 Североевропейской зоны. Чемпионат проводился в России и ещё нескольких странах североевропейского региона. Дебютный сезон 2015 года, финальный 2019 года, проводимый без лицензии ФИА.
С сезона 2019 года чемпионат СМП Формула-4 лишился международного сертификата ФИА. Серия перенесена в Россию в качестве гонок поддержки для Российской серии кольцевых гонок. Пилоты соревновались за кубок Российской автомобильной федерации. Единственная гонка, прошедшая за пределами России, последний этап прошедший на автодроме Аластаро, который заменил гонку в Сочи.
В 2024 серия проводилась в формате одного этапа, в 2025 пройдет полноценный чемпионат, состоящий из 6 этап. Чемпионат будет проходить под эгидой Российской автомобильной федерации, организатором выступит Академия СМП.

## О серии
СМП Формула-4 — автогоночная серия категории ФИА Формула-4, организованная российской автоспортивной программой SMP Racing и финской гоночной командой Koiranen GP. О создании чемпионата стало известно уже в июле 2014 года, первый сезон прошёл в 2015 году. Проводится при поддержке Российской автомобильной федерации. Организаторами рассматривается как серия, подходящая для перехода от участия в картинге к выступлениям на автомобилях с открытыми колёсами.
К участию в СМП Формуле-4 допускаются пилоты не младше 15 лет, имеющие национальную гоночную лицензию. Юридически серия имеет национальный статус, но по факту является международной: ориентирована она не только на представителей Российского автоспорта, но и на гонщиков из стран Северной Европы — Прибалтики и Скандинавии.

### Гоночные болиды
Гоночные болиды — такие же как и в итальянском и немецком чемпионатах Ф-4 — Tatuus F4-T014 со 160-сильными двигателями FIAT Abarth и шестискоростной трансмиссией. Шины поставляет южнокорейский производитель Hankook.

### Гоночный уик-энд
Этап проводится с четверга по воскресенье. В четверг проходят подготовительные работы, в пятницу проводятся две часовые тренировки, в субботу — получасовая квалификация и первая гонка, порядок старта на которой определяется на квалификации. В воскресенье за этим следуют вторая и третья гонки, порядок старта на каждой определяется по результатам предыдущей. Все гонки длятся по 25 минут.

### Начисление очков
Система начисления очков в СМП Ф-4 точно такая же, как и в Формуле-1 — 25 очков за первое место, 18 за второе, 15 за третье и далее по схеме 12-10-8-6-4-2-1. Также гонщики могут получить бонусные баллы — по одному за поул-позицию и за лучший круг в гонке.

### Призовые места
Победитель сезона награждается призом 350 000 €, которые он сможет потратить на участие в Европейской Формуле-3 в следующем году. Серебряный призёр получит 150 000 €, а обладатель третьего места — 20 000 €.[уточнить]

## Сезоны

### 2015
Сезон 2015 начался 15 мая на автодроме Ахвенисто (Хямеэнлинна, Финляндия) и закончился 4 октября на трассе Auto24ring в Аудру, Эстония, приняли участие в чемпионате 18 пилотов. Три этапа проходило на российских трассах, два в Финляндии и два в Эстонии. Первый московский этап был этапом поддержки чемпионата WTCC.
Чемпионом дебютного сезона стал набравший 449 очков финн Нико Кари, второе место занял отставший от него на более чем 150 очков (всего 296) россиянин Владимир Атоев, третье — выигравший борьбу за последнее из призовых мест Нерсес Исаакян (234 очка).

### 2016
Сезон 2016 года начался 29 апреля в Сочи и закончился 10 сентября в Ахвенисто. Из семи этапов сезона три проводились в России, два — в Нидерландах и по одному — в Швеции и Финляндии. Всего в чемпионате выступило 18 гонщиков.
Победелем серии этого года стал голландец Рихард Версхор (339 очков), второе место занял его соотечественник Ярно Опмер (270 очков), третье — россиянин Александр Вартанян (198 очков).

### 2017
В 2017 году первый этап сезона состоялся в Сочи, а последний — в голландском Ассене. Четыре этапа проходили в России, по одному — в Финляндии, Эстонии и Нидерландах. В сезоне приняло участие 27 гонщиков.
Чемпионом сезона 2017 стал датчанин Кристиан Лундгаард, набравший 292 очка. Серебряным призёром стал голландец Бент Вискаал (218 очков), бронзовым — россиянин Александр Смоляр (217 очков).

## Чемпионы и призёры
| Сезон      | Чемпионы           | Очки | 2 место         | Очки | 3 место            | Очки |
| ---------- | ------------------ | ---- | --------------- | ---- | ------------------ | ---- |
| 2015       | Нико Кари          | 449  | Владимир Атоев  | 296  | Нерсес Исаакян     | 234  |
| 2016       | Рихард Версхор     | 339  | Ярно Опмеер     | 264  | Александр Вартанян | 202  |
| 2017       | Кристиан Лундгор   | 292  | Бент Вискаал    | 218  | Александр Смоляр   | 217  |
| 2018       | Конста Лаппалайнен | 316  | Михаэль Белов   | 275  | Исаак Бломквист    | 201  |
| 2019       | Павел Буланцев     | 254  | Артем Лобаненко | 224  | Алексей Несов      | 204  |
| Источники: |                    |      |                 |      |                    |      |